# Andreas Thopia
Andreas Thopia († um 1340 in Neapel) war ein albanischer Adeliger. 1338 erbte er die Grafschaft Mati von seinem Vorgänger Tanush.
Andreas war der Schwiegersohn des neapolitanischen Königs Robert von Anjou geworden, ohne dass dieser seine Einwilligung gegeben hatte. Dies sollte ihn am Ende den Kopf kosten. Robert sandte seine leibliche Tochter Fiametta, die er einem Potentaten in Morea zur Ehefrau versprochen hatte, über Durres nach Griechenland. In der albanischen Hafenstadt traf sie auf Andreas von Thopia, man verliebte sich und heiratete. Aus der Ehe gingen zwei Söhne, Georg und Karl, hervor. König Robert fand sich jedoch mit der Verletzung seines Herrscherwillens nicht ab. Er lud das Ehepaar unter dem Vorwand, sich mit ihnen versöhnen zu wollen, nach Neapel ein und ließ sie dort hinrichten.
Die in Albanien zurückgebliebenen Söhne überlebten, und so konnte sich Fürst Karl Thopia später zu Recht auf seine Verwandtschaftsbeziehungen zu einem königlichen Haus berufen, wenngleich er zeitlebens eine gegen die Anjou gerichtete Politik betrieb, denn die Ermordung seiner Eltern konnte er König Robert nicht verzeihen.